# Hundtjärnen (Jokkmokks socken, Lappland)
Hundtjärnen är en sjö i Jokkmokks kommun i Lappland och ingår i Råneälvens huvudavrinningsområde. Sjöns area är 0,04 kvadratkilometer och den är belägen 241 meter över havet.